# Ковалёв, Валентин Анатольевич
Валентин Анатольевич Ковалёв (15 января 1922 — ?) — советский спортсмен — футболист, нападающий, полузащитник; хоккеист (нападающий).

## Биография
Воспитанник свердловского футбола, в годы войны играл за команду завода имени Калинина. В 1945 году играл в группе II за местный «Зенит», 1946—1947 годы провёл в составе ленинградских одноклубников. В дебютной гостевой игре 21 апреля 1946 года против куйбышевских «Крыльев Советов» (2:1) открыл счёт на 19 минуте. Всего в чемпионате СССР за «Зенит» сыграл 11 игр, забил два мяча. Затем выступал за ленинградский «Судостроитель» (1948—1949) и таллинский КБФ (1951—1952).
Играл в хоккей с шайбой за ленинградские команды «Дзержинец» (1948/49), ОДО (1948/49), «Спартак» (1949/50).